# Distretto di Talas (Turchia)
Il distretto di Talas (in turco Talas ilçesi) è uno dei distretti della provincia di Kayseri, in Turchia. Fa parte del comune metropolitano di Kayseri.